# Poule rousse

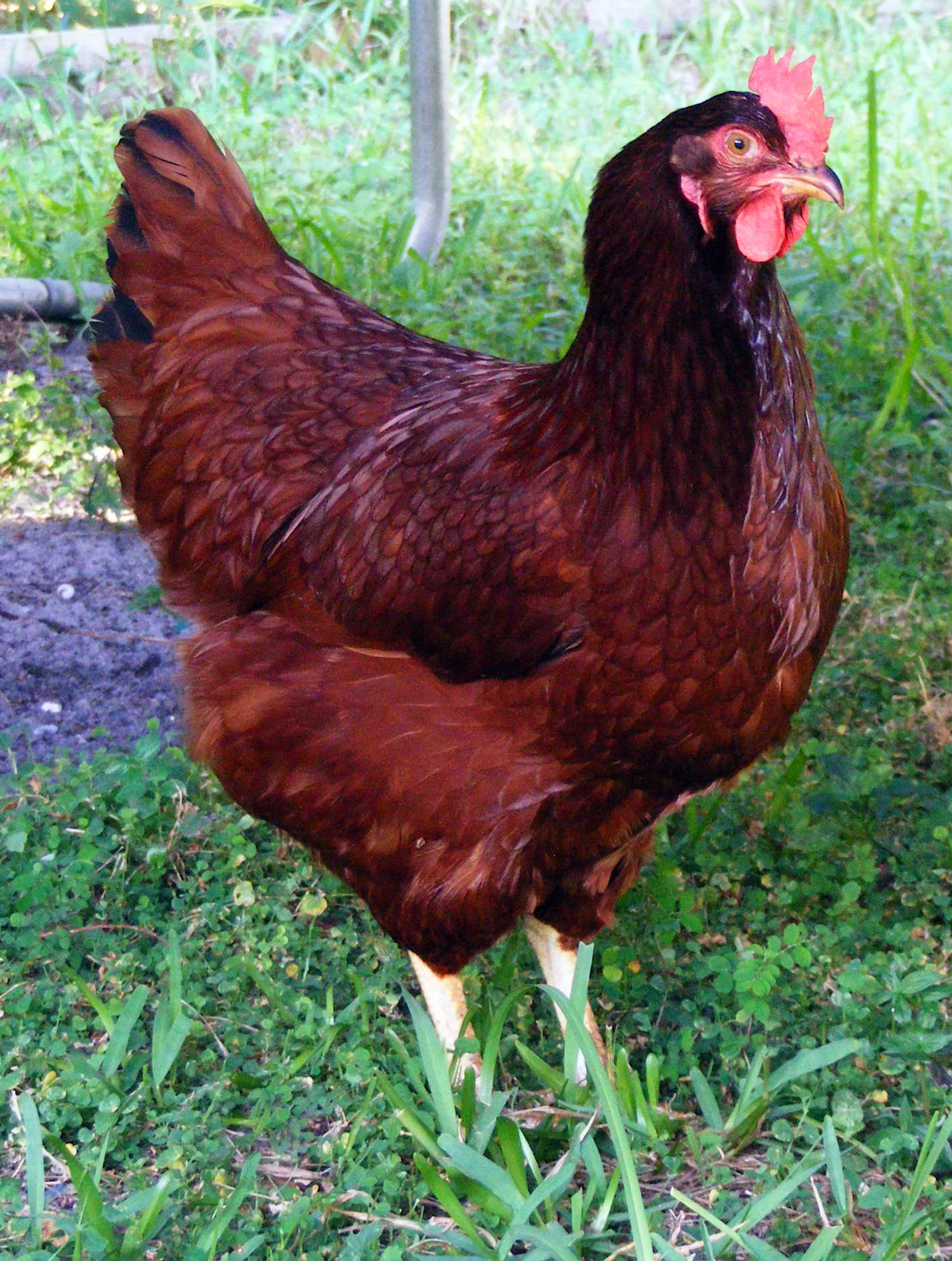
La poule Rhode-Island Red est un exemple de poule rousse.

« Poule rousse » est un nom générique donné à différentes lignées métis « hybrides F1 » de poules domestiques.

## Description
Les poules rousses fermières actuelles sont des métis « hybrides F1 » modernes dont il existe des milliers de variétés. Elles sont issues de plusieurs croisements successifs de races anciennes telles que par exemple : 
- Combattant indien ou Cornish, la race la plus utilisée en sélection[1],
- Rhode Island Red, issue de entre autres du combattant malais rouge et de la Leghorn. La RIR est une variété également très utilisée en sélection,
- New Hampshire, une sélection de Rhode Island Red,
- Plymouth.

On en trouve dans le monde entier avec des différences de couleurs, le roux variant du plus clair au plus foncé.

## Production
Les hybrides modernes de poules rousses sont principalement produites par quelques multinationales :
- Le groupe Allemand de Erich Wesjohann, EW Group, contrôle :
  - la société Lohmann Tierzucht, spécialisée dans la poule pondeuse, qui produit 70 % des œufs blancs et 17 % des œufs bruns de la planète ;
  - la société Aviagen, premier producteur mondial de poulets de chair. Propriétaire des sociétés Hubbard, Arbor Acres, Indian River et Ross ;
  - Hy-Line, le leader incontesté de l'accouvage et de la commercialisation de poulettes pondeuse de 1 jour ;
- la société américaine Tyson Foods, propriétaire de Cobb-Vantress (et ses filiales Avian, Sasso et Hybro) est le second fournisseur au monde de souches de poulet de chair ;
- la société néerlandaise Hendrix Genetics produit 60 % des œufs bruns, grâce à sa division ISA (Institut de sélection animale) ;

La quasi-totalité des volailles modernes disponibles actuellement sur le marché sont des créations de ces sociétés et portent parfois le nom de l'entreprise qui les a créées comme par exemple :
- Lohmann brown - Rhode Island Red x White Rock ;
- Isa Brown - Rhode Island x Leghorn (encore souvent appelée « Warren »), Shaver brown (ISA), Babcock brown (ISA), Bovans (ISA) ;
- Hy-Line Brown.